# Brazzers
Brazzers — канадська студія порнофільмів. Мережа складається з двадцяти дев'яти хард-кор сайтів. Згідно з рейтингом Alexa Internet сайт займає 147 місце, входячи в «Топ-500 по всьому світу». Quantcast призводить рейтинг brazzers.com серед «100 найкращих». Сайт має понад 18 мільйонів унікальних відвідувачів щомісяця. Brazzers є одним з найбільших порносайтів у мережі Інтернет. Компанія була придбана Manwin у березні 2010 року.

## Будова сайту
Сайт містить більш ніж двадцять категорій порно вмісту на будь-який смак, серед яких найбільшою популярністю користуються категорії лесбійського, міжрасового, анального та порно категорії MILF (порно зі зрілими жінками).

## Нагороди
- 2009: AVN Award — Найкращий порносайт[2]
- 2009: AVN Award — Best New Video Production Company
- 2009: AVN Award — Best Big Bust Release, Big Tits at School
- 2009: XBIZ Award — Партнерська програма року[3]
- 2010: AVN Award — Best Big Bust Series, Big Tits at School[4]
- 2011 AVN Award — Best Membership Site Network[5]
- 2011 AVN Award — Best Big Bust Series, Big Tits at School[5]
- 2011 AVN Award — Best Vignette Release, Pornstar Punishment[5]